# Круки (Остроленцький повіт)
Кру́ки (пол. Kruki) — село в Польщі, у гміні Ольшево-Борки Остроленцького повіту Мазовецького воєводства.
Населення — 411 осіб (2011).
У 1975—1998 роках село належало до Остроленцького воєводства.

## Демографія
Демографічна структура станом на 31 березня 2011 року:
|          | Загалом | Допрацездатний вік | Працездатний вік | Постпрацездатний вік |
| -------- | ------- | ------------------ | ---------------- | -------------------- |
| Чоловіки | 212     | 58                 | 141              | 13                   |
| Жінки    | 199     | 52                 | 119              | 28                   |
| Разом    | 411     | 110                | 260              | 41                   |